# 孫銢
孫銢（？—？），字古喤，號芷庵，浙江嘉興府嘉善縣人，清朝政治人物、詩人。
順治十八年（1661年）辛丑科二甲第一名進士，官至潮州府通判。著有《芷庵集》。